# Moet (godin)
Moet of Mut van Thebe is een godin in de Egyptische mythologie. Haar ontstaan is nog erg duister omdat er geen teksten over haar gaan voor het Middenrijk. Ze heeft waarschijnlijk de rol van Amaunet overgenomen. Amaunet was de oorspronkelijke godin die naast Amon stond. Er zijn twee theorieën die de ontstaansgeschiedenis van Moet willen verklaren. Of de godin werd bedacht als een vrouw voor Amon of dat ze een onbelangrijke lokale god was en haar verering steeds groter werd. Ze werd geïdentificeerd met de koningin en in het Nieuwe Rijk droegen koninginnen een gierenkap. Ook werd ze geassocieerd met Bastet en met Ra waarmee ze een heilige boom deelde. De godin speelde weinig tot geen rol in religieuze mythen en haar invloed was alleen onder de mensenwereld. Samen met Chonsoe en Amon vormt ze de Triade van Thebe.

## Verschijningsvorm
De godin werd in het begin als een leeuwinnegodin afgebeeld, maar haar echte verschijning was menselijk. In deze verschijningsvorm werd ze het meeste aanbeden. Ze droeg een gierenkap met een dubbele kroon met een Uraeuscobra en een papyrus-staf. Haar kleding is meestal licht gekleurd in blauw en rood en gedecoreerd met veren. Als Leeuwinnegodin droeg ze een zonnenschijf op haar hoofd met een Uraeus en een papyrus staf en was zo de zuidelijke tegenhangster van Sekhmet. Waardoor het land in evenwicht was.
In latere tijden werd Moet afgebeeld als een vrouw met uitstaande vleugels (als van een insect), met drie hoofden, en een fallus. Deze vorm moest overkomen als haar agressieve natuur waarin ze "machtiger dan de goden" was. Afbeeldingen van de godin met een kattenkop waren gewoon.

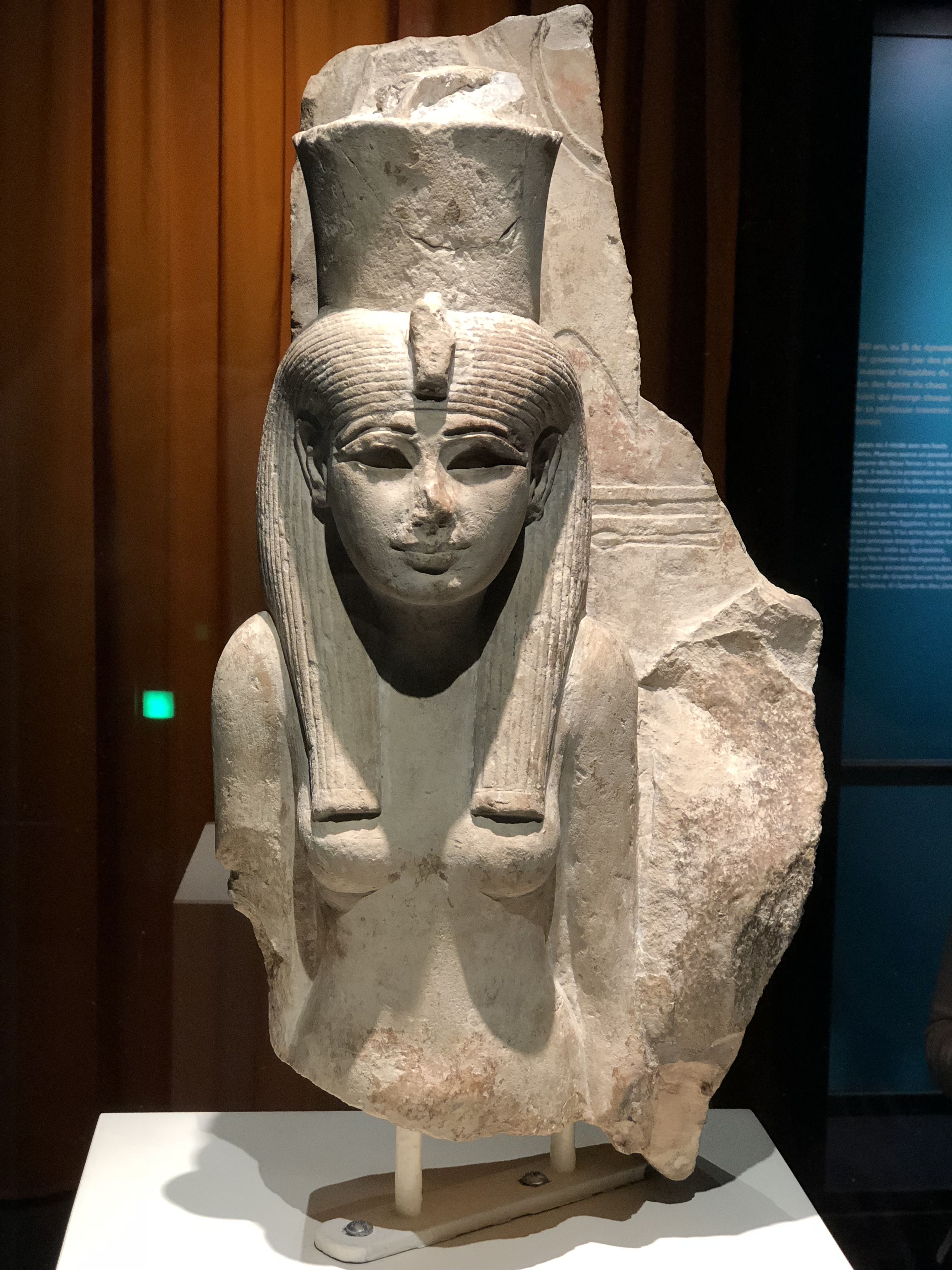
Egyptische godin Moet

## Cultus
In het Middenrijk is er een tekst waar Moet de "meesteres van Megeb" wordt genoemd, een locatie bij de 10e nome van Opper-Egypte (Qaw el-Kebir). Ze had ook haar plaats in tempels in Heliopolis en Gizeh, en in een grote in Tanis, als tegenpool voor Thebe. Ze werd in het hele land vaak samen met Amon en Chonsoe vereerd, maar haar cultus bleef vrij. Haar hoofdcultuscentrum was in de Isheroe, de tempel van Moet in Karnak. Ze was een politieke godin die belangrijk was in het Nieuwe Rijk en daarna tot en met de Ptolemaeën.
Deze godin deelde samen met Amon een religieus festival, het Opet-festival, waar ze haar eigen bark had. Maar ze had ook haar eigen festival: "festival voor het navigeren van Moet" dat op het heilige meer werd gehouden. Verder speelde ze een rol in het festival: "omverwerpen van Apophis" waarbij ze haar agressieve natuur liet zien en de zonnegod beschermde. Ze zou ook een eigen orakel hebben gehad, dat allerlei problemen oploste.